# Bob
 Ovo je glavno značenje pojma Bob. Za druga značenja pogledajte Bob (razdvojba).
Bob je zimski sport u kojem se natjecatelji pokušavaju u što kraćem vremenu spustiti po dogovorenoj zaleđenoj stazi u specijalnim aerodinamičnim sanjkama, koje se također nazivaju bob. Bob je standardni sport na Zimskim olimpijskim igrama od 1924. godine.

## Kratka povijest boba
Bob kao sport je prvi puta prikazan u Švicarskoj, krajem 19. stoljeća. Prva natjecanja su se državala na zaleđenim cestama. U početku su se natjecala 5-6 člana posade u jednom bobu, da bi kasnije bile propisane dvije discipline: bob četverosjed i bob dvosjed.
1923. godine je osnovana Međunarodna bob federacija ili kraće FIBT (kratica od francuskog naziva Fédération Internationale de Bobsleigh et de Tobogganing). Već na ZOI 1924. uvrštena je disciplina boba četverosjeda, a na ZOI 1932. i disciplina dvosjeda, i to samo za muškarce. Te su dvije discipline bile u programu svih Igara od tada, osim na ZOI 1960. kada je bob bio privremeno izvan programa. Žene su se u olimpijska natjecanja uključile u disicplini dvosjed na ZOI 2002.
Osim na Zimskim olimpijskim igrama natjecanja u bobu se održavaju kroz Svjetska i Europska prvenstva, te Svjetski kup. Najuspješnije nacije u bob natjecanjima su Švicarska, Njemačka, i Kanada, a dobre predstavnike povremeno imaju i Italija, Rusija, SAD i Austrija.

## Discipline
Dvije su discipline boba: četverosjed i dvosjed. Dok se muškarci natječu u obje discipline, žene se natječu samo u dvosjedu. Za svaku disciplinu su strogo propisane dimenzije boba:
- maksimalna duljina boba od 3,8 m (četverosjed) odnosno 2,7 m (dvosjed)
- maksimalna težina uključujući posadu 630 kg (četverosjed) odnosno 390 kg (dvosjed) te 340 kg (ženski dvosjed)

Da bi postigli dozvoljenu maksimalnu težinu posada smije u bob dodati odgovarajući broj metalnih utega. Razlog je naravno taj što teži bob postiže veću brzinu spuštajući se stazom. Prije uvođenja pravila o maksimalnoj težini u bobu su u pravilu nastupali teži natjecatelji.
Posada se sastoji od pilota, kočničara te u slučaju četverosjeda još dva člana posade. Za uspješan nastup potrebna je snaga i brzina posade prilikom inicijalnog guranja boba, te kasnije pilotova umješnost koji treba na stazi pronaći optimalnu putanju te u što kraćem vremenu proći stazu pazeći pri tome da se ne dogodi prevrtanje ili izletanje iz staze. Kočničar zaustavlja bob nakon prolaska kroz cilj, dok kočenje na samoj stazi nije dozvoljeno.

## Poznate bob staze
Bob staza je idealno duljine od 1200 do 1300 metara, uz petnaestak zavoja. Na većini staza se postižu brzine i do 130 km/h! Danas je u svijetu u pogonu svega 13 licenciranih bob staza:
| Država    | Grad              | Duljina (m) | Okomiti pad (m) | Maksimalni nagib (%) | Broj zavoja |
| --------- | ----------------- | ----------- | --------------- | -------------------- | ----------- |
| Austrija  | Igls              | 1220        | 98.10           | 14                   | 14          |
| Kanada    | Calgary           | 1475        | 121.2           | 15                   | 14          |
| Francuska | La Plagne         | 1507.5      | 124.5           | 14.5                 | 19          |
| Njemačka  | Altenberg         | 1413        | 122.22          | 15                   | 17          |
| Njemačka  | Königssee         | 1250        | 117             | ?                    | 12          |
| Njemačka  | Winterberg        | 1325        | 110             | 14,5                 | 14          |
| Italija   | Cesana            | 1435        | 117             | 9,2†                 | 19          |
| Italija   | Cortina d'Ampezzo | 1350        | 120,45          | 16                   | 11          |
| Japan     | Nagano            | 1762,3      | 112,5           | 15                   | 13          |
| Norveška  | Lillehammer       | 1365        | 114,3           | 15                   | 16          |
| Švicarska | St. Moritz        | 1722        | 129             | 15                   | 13          |
| SAD       | Lake Placid       | 1455        | 107             | ?                    | 20          |
| SAD       | Salt Lake City    | 1340        | 103,9           | ?                    | 15          |

† Prosječni nagib